# العلاقات البرازيلية الفانواتية
العلاقات البرازيلية الفانواتية هي العلاقات الثنائية التي تجمع بين البرازيل وفانواتو.

## مقارنة بين البلدين
هذه مقارنة عامة ومرجعية للدولتين:
| وجه المقارنة                                              | البرازيل | فانواتو                                  |
| --------------------------------------------------------- | --- | ---------------------------------------- |
| المساحة (كم2)                                             | 8.52 مليون | 12.19 ألف                                |
| عدد السكان (نسمة)                                         | 202.66 مليون | 276.24 ألف                               |
| الكثافة السكانية (ن./كم²)                                 | 23.79 | 22.66                                    |
| العاصمة                                                   | برازيليا، ريو دي جانيرو | بورت فيلا                                |
| اللغة الرسمية                                             | برتغالية برازيلية، Brazilian Sign Language ‏ | اللغة البسلاما، لغة فرنسية، لغة إنجليزية |
| العملة                                                    | ريال برازيلي، كروزيرو ريال برازيلي ‏، كروزيرو البرازيلية (1990–1993)، البرازيلي كروزادو نوفو، كروزادو برازيلي، cruzeiro ‏، كروزيرو البرازيلية (1942–1967)، الريال البرازيلي (قديم) | فاتو فانواتي                             |
| الناتج المحلي الإجمالي (بليون دولار)                      | 2.06 تريليون | 862.88 مليون                             |
| الناتج المحلي الإجمالي (تعادل القوة الشرائية) بليون دولار | 3.22 تريليون | 790.76 مليون                             |
| الناتج المحلي الإجمالي الاسمي للفرد دولار أمريكي          | 8.54 ألف | 2.81 ألف                                 |
| الناتج المحلي الإجمالي للفرد دولار أمريكي                 | 15.89 ألف | 3.03 ألف                                 |
| مؤشر التنمية البشرية                                      | 0.754 | 0.594                                    |
| رمز المكالمات الدولي                                      | +55 | +678                                     |
| رمز الإنترنت                                              | .br | .vu                                      |
| المنطقة الزمنية                                           | | ت ع م+11:00                              |

## منظمات دولية مشتركة
يشترك البلدان في عضوية مجموعة من المنظمات الدولية، منها:
| علم المنظمة | اسم المنظمة                        | تاريخ انضمام البرازيل | تاريخ انضمام فانواتو |
| ----------- | ---------------------------------- | --------------------- | -------------------- |
|             | يونسكو                             | 4 نوفمبر 1946         | 10 فبراير 1994       |
|             | مؤسسة التمويل الدولية              | 31 ديسمبر 1956        | 28 سبتمبر 1981       |
|             | منظمة حظر الأسلحة الكيميائية       | ?                     | ?                    |
|             | مؤسسة التنمية الدولية              | 15 مارس 1963          | 28 سبتمبر 1981       |
|             | منظمة التجارة العالمية             | ?                     | ?                    |
|             | وكالة ضمان الاستثمار متعدد الأطراف | 7 يناير 1993          | 27 يوليو 1988        |
|             | الاتحاد البريدي العالمي            | ?                     | ?                    |
|             | الاتحاد الدولي للاتصالات           | 4 يوليو 1877          | 30 مارس 1988         |
|             | الأمم المتحدة                      | 24 أكتوبر 1945        | 15 سبتمبر 1981       |
|             | البنك الدولي للإنشاء والتعمير      | 14 يناير 1946         | 28 سبتمبر 1981       |

## وصلات خارجية
- موقع وزارة الخارجية البرازيلية